# Hirondelle bleu et blanc
Pygochelidon cyanoleuca
Espèce
Statut de conservation UICN

 LC  : Préoccupation mineure
L'Hirondelle bleu et blanc (Pygoochelidon cyanoleuca) est une espèce d'oiseaux, des hirondelles, d'Amérique du Sud.

## Taxonomie
Cette espèce était autrefois placée dans le genre Pygochelidon Baird, 1865, dont elle était la seule espèce.
SynonymePygochelidon cyanoleuca

### Sous-espèces
D'après la classification de référence (version 5.2, 2015) du Congrès ornithologique international, cette espèce est constituée des trois sous-espèces suivantes (ordre phylogénique) :
- P. cyanoleuca cyanoleuca (Vieillot, 1817) ;
- P. cyanoleuca peruviana (Chapman, 1922) ;
- P. cyanoleuca patagonica (Orbigny & Lafresnaye, 1837).